# Supreme Motors Corporation
Supreme Motors Corporation war ein US-amerikanischer Hersteller von Automobilen.

## Unternehmensgeschichte
Das Unternehmen wurde im Sommer 1917 zur Motorenproduktion gegründet. Beteiligt waren fünf Personen, die bereits früher in der Branche aktiv waren. B. J. Cline war vorher für Chandler, Pierce-Arrow und die E. R. Thomas Motor Car Company tätig, Charles H. Davids und C. E. Manning im Motorenbereich, C. J. Jamison für Elgin Motors und die Saxon Motor Car Corporation sowie C. N. Mitchell für Chandler und die Lozier Motor Company. Der Sitz war zunächst in Cleveland, ab 1918 in Ashtabula und später in Warren. Alle genannten Orte liegen in Ohio. Hauptsächlich stellte das Unternehmen Motoren her. Außerdem entstanden einige Automobile. Sie wurden Supreme genannt. Im Sommer 1922 gab es Gerüchte über einen Zusammenschluss mit der Colonial Motors Company aus Warren oder mit der Apperson Brothers Automobile Company aus Kokomo in Indiana.
Ende 1922 kam es zum Bankrott. Die Sterling-Knight Company übernahm das Werk.

## Produkte
Das Unternehmen stellte Vier-, Sechs- und Zwölfzylindermotoren her. Abnehmer waren Birch Motor Cars, Globe Motors Company, A. Howard Company, American Motors Export Company, Southern Motor Manufacturing Association und Associated Motors Corporation.
Die wenigen Personenkraftwagen, die selber hergestellt wurden, hatten eigene Motoren.